# Висент, Жозеп
Жозеп Висент (кат. Josep Vicent; род. 1970, Альтеа) — испанский дирижёр и ударник.
Окончил Консерваторию Аликанте, затем совершенствовал своё мастерство в Амстердаме в Консерватории Свелинка. В начале 1990-х возглавлял Амстердамский ансамбль ударных, с которым получил премию на музыкальном фестивале в Лос-Анджелесе; был художественным руководителем амстердамского Фестиваля Ксенакиса. C 2004 г. стоял во главе Всемирного молодёжного оркестра. В 2013 г. занял пост главного дирижёра Симфонического оркестра Балеарских островов. В разные годы дирижировал также Оркестром Консертгебау, Оркестром Гевандхауса, многими испанскими коллективами, а также в брюссельской Опере Ла-Монне. Среди записей Висента — оперные увертюры Висенте Мартин-и-Солера, Шестая симфония П. И. Чайковского, ряд композиций для ударных.